# Sully Prudhomme
Sully Prudhomme, właśc. René François Armand Prudhomme (wym. [syli pʁydɔm]; ur. 16 marca 1839 w Paryżu, zm. 6 września 1907 w Châtenay-Malabry) – francuski poeta, początkowo przedstawiciel parnasizmu; twórca poematów filozoficznych. Pierwszy w historii laureat Nagrody Nobla w dziedzinie literatury (1901). W uzasadnieniu Komitetu Noblowskiego podano, że otrzymał ją za „wybitne osiągnięcia poetyckie, a zwłaszcza za idealizm, doskonałość artystyczną oraz niezwykłe połączenie duchowości i intelektu”.

## Dzieciństwo i młodość

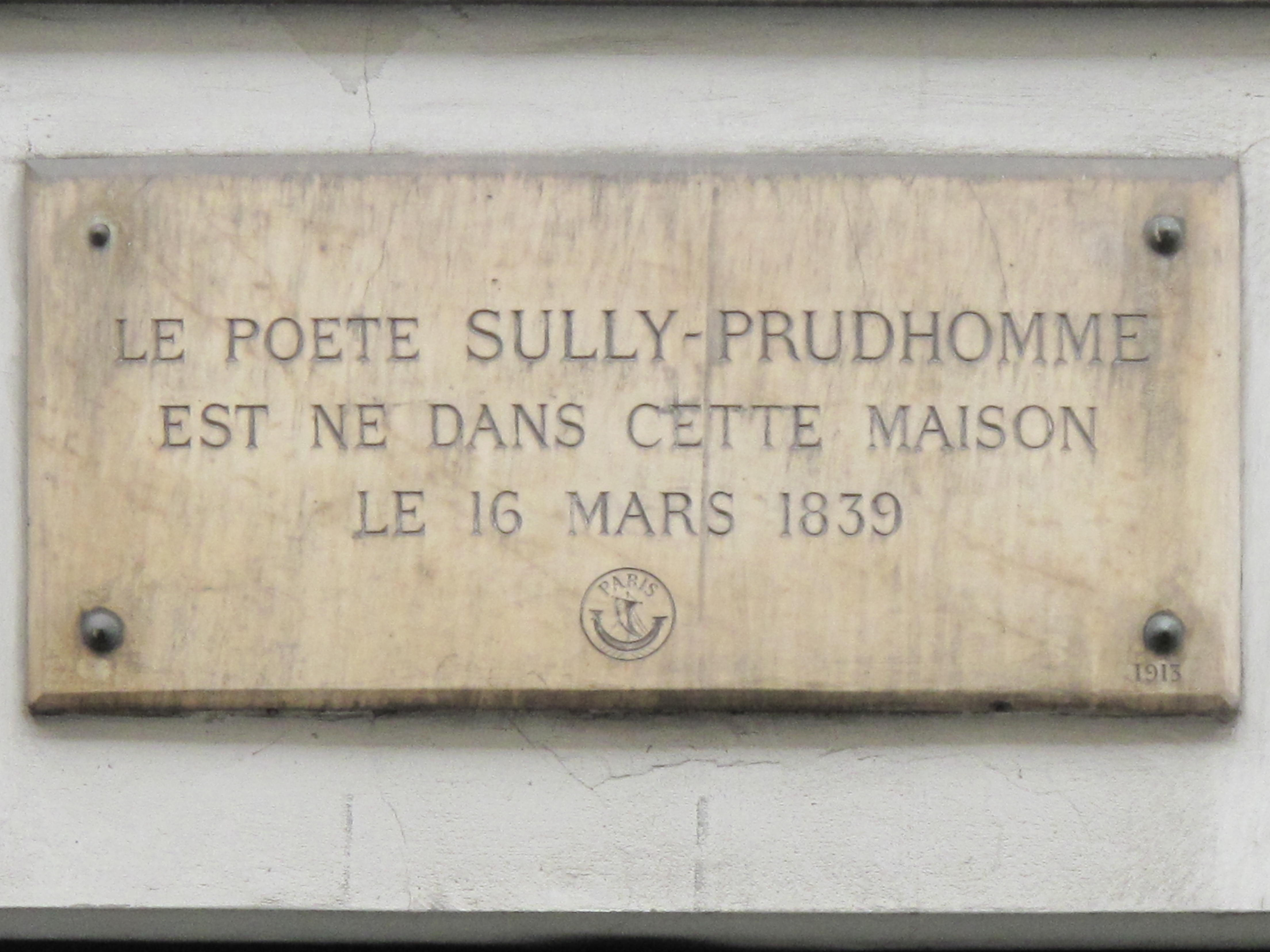
Tablica pamiątkowa na domu, w którym urodził się Sully Prudhomme

René Armand François Prudhomme, znany pod pseudonimem Sully Prudhomme (dawna pisownia Sully-Prudhomme), urodził się jako drugie dziecko w niezamożnej rodzinie mieszczańskiej. Jego ojciec, urzędnik w firmie handlowej, ze względów finansowych długo zwlekał z poślubieniem Jeanne Clotilde Caillat, dziewczyny z Lyonu, skromnej i głęboko wierzącej. Pobrali się po dziesięcioletnim narzeczeństwie w roku 1835. Ojciec umarł na zapalenie opon mózgowych, gdy René miał dwa lata. Clotilde, praktycznie bez środków do życia, zamieszkała wraz z synem w domu brata i siostry. We troje dołożyli starań, by trudna sytuacja rodzinna nie zaciążyła na wychowaniu i edukacji chłopca.
Prudhomme zaczął naukę w prestiżowym liceum Bonapartego. W tamtym okresie interesował się głównie matematyką oraz filologią klasyczną. Po podwójnym egzaminie maturalnym, z nauk przyrodniczych i z literatury, podjął pracę biuralisty w burgundzkim Le Creusot, w zakładach metalurgicznych braci Schneiderów. Zamierzał zostać inżynierem, ale ze studiów na politechnice musiał zrezygnować, ponieważ cierpiał na przewlekłą chorobę oczu. W tym czasie przeżył olśnienie obrzędowością katolicyzmu i chciał nawet wstąpić do zakonu dominikanów. Wkrótce jednak zafascynował się filozofią, a zwłaszcza koncepcjami Immanuela Kanta. Nowej pasji pozostał wierny przez całe życie.
Żeby zarobić na utrzymanie, zatrudnił się w kancelarii notarialnej, a następnie rozpoczął studia na paryskim wydziale prawa, gdzie nawiązał kontakt z grupą młodych humanistów zrzeszonych w Klubie Dyskusyjnym La Bruyère’a (Conférence La Bruyère). Szczegółowy regulamin klubu w punkcie pierwszym głosił, że podczas spotkań należy „zgłębiać i rozważać najrozmaitsze zagadnienia związane z literaturą, historią, sztuką i filozofią”. Tam właśnie Prudhomme po raz pierwszy miał okazję przedstawić publicznie swoje poetyckie juwenilia oraz tłumaczenia elegii Tibullusa. W środowisku studenckim gwałtowne dyskusje budziło wtedy polskie powstanie styczniowe, które młody poeta uczcił dwoma patetycznymi wierszami. Pierwszy, Le gué (Przejście brodu), opiewał straceńczą odwagę starego dowódcy kosynierów, drugi, Choeur polonais (Polski chór), wzywał do narodowowyzwoleńczej walki nawet za cenę śmierci. Sully Prudhomme po raz pierwszy opublikował swój wiersz w roku 1863, w „Revue Nationale et Étrangère”. Utwór ten – L’art (Sztuka) – zapowiadał wszystko, co w jego dorobku będzie najistotniejsze. W klasycznej formie wesyfikacyjnej poeta zawarł szacunek dla antyku, uwielbienie filozofii (w tym wypadku Hegla) i zachwyt, jaki budziła w nim natura.
O nieszczęśliwej miłości z czasów młodzieńczych, najprawdopodobniej do kuzynki, Prudhomme wspominał zawsze w sposób niezwykle dyskretny. Wiadomo tylko, że po uczuciowym rozczarowaniu postanowił do końca życia zostać kawalerem i nigdy nie zmienił zdania.

## Parnasizm

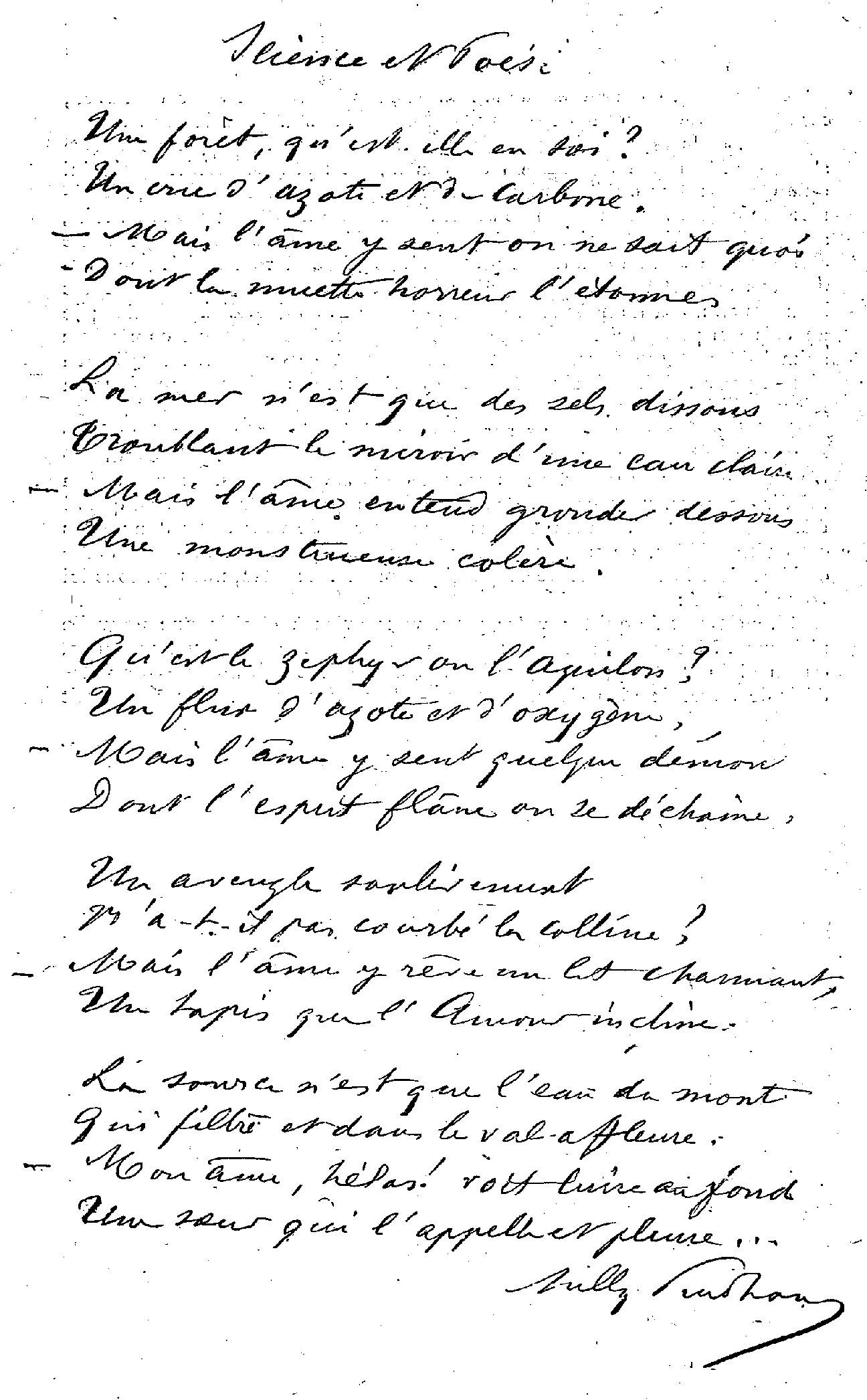
Rękopis wiersza Science et Poésie

Pierwszą książkę Prudhomme wydał w roku 1865. Był to dwuczęściowy tom Stances et poèmes (część Stances – Stance dzieli się na: La vie intérieure – Życie wewnętrzne, Jeunes filles – Dziewczęta, Femmes – Kobiety, Mélanges – Rozmaitości). Wtedy też po raz pierwszy podpisał się jako Sully, by złożyć hołd przedwcześnie zmarłemu ojcu, którego w ten sposób nazywano. Wiersze spotkały się z entuzjastycznym przyjęciem. Życzliwą recenzję napisał Sainte-Beuve, najbardziej wpływowy krytyk tamtych czasów. W zbiorze tym pojawiły się tematy obecne w całej twórczości poety: nieszczęśliwa miłość, kruchość uczuć, przemijanie (Les berceaux – Kołyski, Les yeux – Oczy, Séparation – Rozłąka). Wyraźne były również odniesienia do świata kultury starożytnej (Printemps oublié – Zapomniana wiosna, Naissance de Vénus – Narodziny Wenus, Hermaphrodite – Hermafrodyta). Szczególnym powodzeniem cieszył się Stłuczony wazon (Le vase brisé), który recytowano na wszystkich wieczorkach poetyckich. Stał się tak modny, że z czasem sam autor zaczął mówić o nim z wyraźnym zniecierpliwieniem. Ten efektowny wiersz, porównujący skrzywdzone serce do wazonu zniszczonego uderzeniem wachlarza, to jeden z jego nielicznych utworów, który nie popadł w zapomnienie i bywa cytowany we współczesnych antologiach.
Poetę od początku wiązano z ruchem parnasistów, na którego czele stał Leconte de Lisle. Założenia teoretyczne tego ugrupowania (między innymi idea sztuki dla sztuki, kult czystego piękna, wstrzemięźliwość emocji, obiektywizm opisu i maestria formalna) tylko częściowo pasowały do tekstów Sully’ego Prudhomme’a. Bliskie były mu wzorce klasyczne, dbał również o elegancję rymów i wersyfikacji. Niemniej, dobitnie zaznaczona, czasami wręcz sentymentalna uczuciowość jego stylu kłóciła się z przykazaniem niewzruszoności i racjonalnego dystansu. Mimo to w pierwszej części antologii Le Parnasse contemporain (Parnas współczesny), wydanej w roku 1866 w osiemnastu zeszytach, wiersze Prudhomme’a znalazły się obok utworów Leconte’a de Lisle, Théophile’a Gautiera, Charles’a Baudelaire’a, Auguste’a de Villiers de L’Isle-Adam, Paula Verlaine’a i Stéphane’a Mallarmégo. Sam poeta wyraźnie podkreślał, że jest mu bliski Leconte de Lisle, ale nie idee jego ruchu i wolał, by nie nazywano go parnasistą. Nie ukrywał natomiast atencji, jaką darzył elegancką i przepojoną zmysłowością twórczość Alfreda de Musseta.
W roku 1866 wraz z przyjacielem, poetą Georges’em Lafenestre’em, wyruszył do Włoch. Zwiedził między innymi Rzym, Turyn i Parmę, poznając arcydzieła sztuki starożytnej i renesansowej. Owocem tej wyprawy był złożony z 15 wierszy poetycki dziennik podróży Croquis italiens (1868).

## Ewolucja poetycka

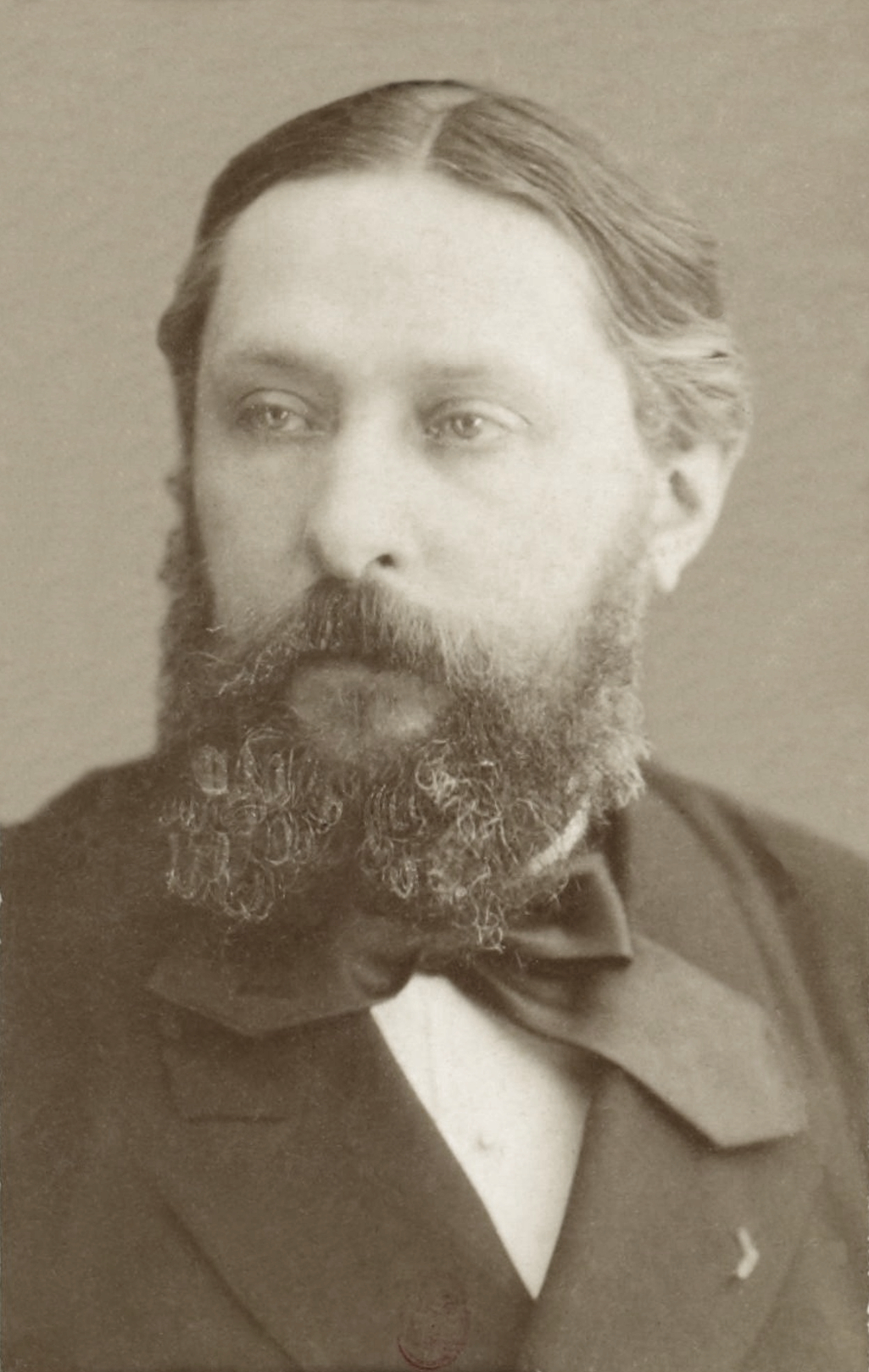
Sully Prudhomme, 1880

Poszanowanie tradycji było szczególnie wyraźne w kolejnym chwalonym tomiku, Les épreuves (1866), tym razem złożonym wyłącznie z sonetów. Wymogi formalne także i tutaj w żaden sposób nie ograniczały wyrazistych emocji. Również w następnych wierszach, zwłaszcza z tomu Les solitudes (1869), nadal dochodził do głosu nieskrępowany liryzm i melancholijne usposobienie poety, opisującego różne rozczarowania, ulotne nastroje i nieodwzajemnione uczucia (Déclin d’amour – Zmierzch miłości, Passion malheureuse – Nieszczęsna namiętność, La reine du bal – Królowa balu). Ale też w jego utworach coraz częściej pojawiały się dywagacje filozoficzne i refleksje ontologiczne (Prière au printemps – Modlitwa do wiosny, La pensée – Myśl, Dernière solitude – Ostatnia samotność).
Dowodem nieustającego podziwu dla kultury antyku była publikacja wysoko ocenionego, wierszowanego przekładu pierwszej księgi De rerum natura Lukrecjusza, którą Prudhomme poprzedził obszernym wstępem (1869). Na ewolucję zainteresowań poety wpłynęły też najprawdopodobniej narastające problemy zdrowotne i wstrząs psychiczny, który przeżył na początku 1870 roku, kiedy w ciągu miesiąca zmarła mu matka oraz ciotka i wuj, u których się wychowywał.
Kolejnym bolesnym doznaniem, a zarazem źródłem inspiracji, był wybuch wojny francusko-pruskiej (1870), w której uczestniczył po ochotniczym wstąpieniu do 13. batalionu gwardii ruchomej. Fatalne warunki podczas oblężenia Paryża nadwerężyły i tak już wątłe siły poety, co skończyło się rozległym wylewem i niemal całkowitym paraliżem nóg. Rzeczywistości wojennej poświęcił patriotyczne Impressions de la guerre (1872) i niektóre wiersze z tomu Le prisme (1886). Z kolei Les destins (1872) to zapowiedź późniejszych poetyckich rozważań filozoficznych. Sully Prudhomme ukazał w tym poemacie manichejski pojedynek geniusza dobra z geniuszem zła podsumowany stwierdzeniem: „Nic nie jest dobre ani złe. Wszystko jest racjonalne”. Wyraźnie podkreślał, że dobro i zło nie mogą istnieć osobno, gdyż wzajemnie się warunkują, a zniknięcie jednego pociągnie za sobą unicestwienie drugiego. Poemat w założeniu miał się cechować nieodpartą logiką i absolutnym obiektywizmem, ale krytycy uznali, że zastosowana antropomorfizacja jest dość naiwna, a całość przekształciła się w suchy dyskurs.
Osobiste wyznania, nuta prywatności i liryczny zapis stanów ducha pojawiły się po raz ostatni w zbiorze Les vaines tendresses (1875). Wyjątkowo w twórczości tego poety zwątpienie przechodzi niekiedy w rozpacz graniczącą z nihilizmem, a wiele utworów utrzymanych jest w tonie przytłaczającego, schopenhauerowskiego pesymizmu (Ce qui dure – To, co trwa, Les infidèles – Niewierni, Trop tard – Za późno).

## Twórczość filozoficzna

Balon „Le Zénith”, około 1875

Sully Prudhomme w swoim dzienniku zanotował: „Jestem poetą? A może filozofem? Dziękuję Bogu, że oszczędził mi kalectwa, czyniąc mnie tylko jednym albo tylko drugim. Dzięki filozofii mogę zagłębiać się w bezdenne otchłanie, dzięki poezji w otchłaniach odczuwam zgrozę nieskończoności i zachwyt nad żywą naturą”. Jego zainteresowania dotyczyły także najnowszych odkryć w zakresie fizyki i nauk przyrodniczych. W poemacie Le Zénith (1876), przez niektórych krytyków uważanym za arcydzieło, składał hołd odwadze trzech baloniarzy, którzy 15 kwietnia 1875 roku, na wysokości przeszło ośmiu tysięcy metrów, zamierzali prowadzić obserwację chmur. Lot skończył się tragicznie: kiedy balon wrócił na ziemię, dwóch śmiałków już nie żyło. Dla Prudhomme’a to wydarzenie stało się pretekstem do rozmyślań nad niepowstrzymanym rozwojem cywilizacji, a wnioski płynące z utworu nawiązywały do pozytywistycznych koncepcji Auguste’a Comte’a.
Summą rozważań filozoficznych miały być obszerne poematy dydaktyczne: La justice (1878) o problematyce moralnej i społecznej oraz Le bonheur (1888) o poszukiwaniu miłości, wiedzy i spełnienia. Oba uznano za rozwlekłe, przeładowane peryfrazami i dość powierzchowne. La justice to poemat w dziesięciu pieśniach z prologiem i epilogiem. Jego bohater zastanawia się, czy ostateczną wyrocznią w kwestiach sprawiedliwości może być ludzkie serce i dochodzi do wniosku, że „sprawiedliwość jest miłością wiedzioną przez oświecenie”. Le bonheur to z kolei opowieść o kochankach, którzy na skrzydlatym smoku przemierzają krainy piękna i rozkoszy. Ta podróż stała się pretekstem do zaprezentowania rozmaitych koncepcji dotyczących „przyczyny i sensu świata”, od Platona i Sokratesa, przez Bacona i Kartezjusza, aż po Woltera i Hegla.
Po tych dokonaniach Sully Prudhomme zaniechał pisania poezji. Wyjątkiem był tylko wiersz okolicznościowy La nymphe des bois de Versailles (Nimfa z wersalskiego lasu, 1896), który Sarah Bernhardt recytowała w obecności Aleksandry Fiodorowny, ostatniej carycy Rosji. Tworzył nadal dużo, ale interesowała go wyłącznie analiza szczegółowych zagadnień związanych z filozofią, socjologią i estetyką. W artykułach i esejach zajął się między innymi środkami ekspresji w sztukach pięknych, zasadami wersyfikacji, psychologią wolnej woli, Arystotelesowską koncepcją przyczyny celowej i domniemanymi początkami życia na ziemi. Włączał się również w bieżące dyskusje, choćby protestując przeciwko budowie wieży Eiffla. Był także jednym z pierwszych obrońców Alfreda Dreyfusa. Często wspierał swoim autorytetem młodych literatów, pisząc przedmowy do ich dzieł. W ten sposób zostali wyróżnieni między innymi Auguste Dorchain (La jeunesse pensive – Zadumana młodość), Maurice Couyba (Nouvelles chansons – Nowe piosenki) i Lya Berger (Réalités et rêves – Rzeczywistości i marzenia). W swoim obszernym Testament poétique (1901) deklarował wierność poezji klasycznej, odcinając się przy tym od wszelkich przejawów symbolizmu i dekadencji. Cykl artykułów o Pascalu zwieńczył w roku 1905 traktatem La vraie religion selon Pascal. Filozofem tym był zafascynowany całe życie. Już w roku 1862 zanotował: „Podziwiam cię, Pascalu, jesteś mój! Przenikam cię, jakbym myślał twoimi myślami. Ten twój wielkoduszny smutek, głęboki jak noc pełna odległych rozbłysków! Bądź moim mistrzem! Przygarnij mnie!”.

## Zaszczyty i nagrody

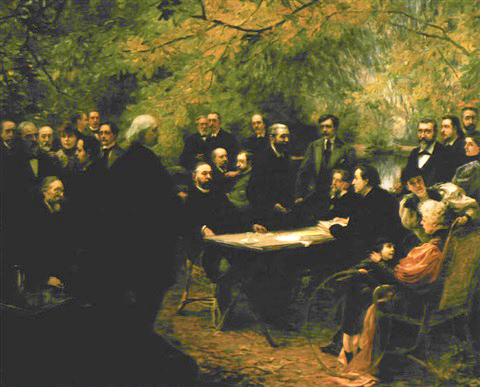
Paul Chabas, U Alphonse’a Lemerre’a, w Ville-d’Avray, 1895

Sully Prudhomme został wybrany do Akademii Francuskiej w roku 1881, a w roku 1895 przyznano mu Legię Honorową w klasie Wielkiego Oficera. Uchodził za jednego z oficjalnych poetów III Republiki. Został również uwieczniony na dużym portrecie zbiorowym Paula Chabasa U Alphonse’a Lemerre’a, w Ville-d’Avray, zaprezentowanym po raz pierwszy w Salonie w roku 1895. Obraz ten powstał z inicjatywy Alphonse’a Lemerre’a, wydawcy wszystkich dzieł Sully’ego Prudhomme’a, a poza samym poetą widnieją na nim między innymi Leconte de Lisle, Léon Dierx, Alphonse Daudet, Jules Breton, José-María de Heredia, Georges Lafenestre, François Coppée i Marcel Prévost.
10 grudnia 1901 roku podano, że Sully Prudhomme został pierwszym w historii laureatem literackiej Nagrody Nobla. Decyzja Komitetu Noblowskiego wzbudziła ogólną konsternację i wywołała wiele krytycznych opinii, gdyż spodziewano się raczej, że ten zaszczyt spotka Lwa Tołstoja. Grono oburzonych pisarzy i krytyków szwedzkich (wśród nich Selma Lagerlöf i August Strindberg) wystosowało do rosyjskiego twórcy list otwarty z przeprosinami, kategorycznie odcinając się od decyzji Komitetu. Schorowany poeta nie mógł przyjąć nagrody osobiście. W jego imieniu odebrał ją minister Francji. Prudhomme większość otrzymanej kwoty przeznaczył na ufundowanie nagrody dla początkujących poetów, przyznawanej corocznie przez Towarzystwo Literatów Francuskich. W roku 1902 wraz z José-Maríą de Heredia i Léonem Dierxem założył Towarzystwo Poetów Francuskich.

## Zmierzch

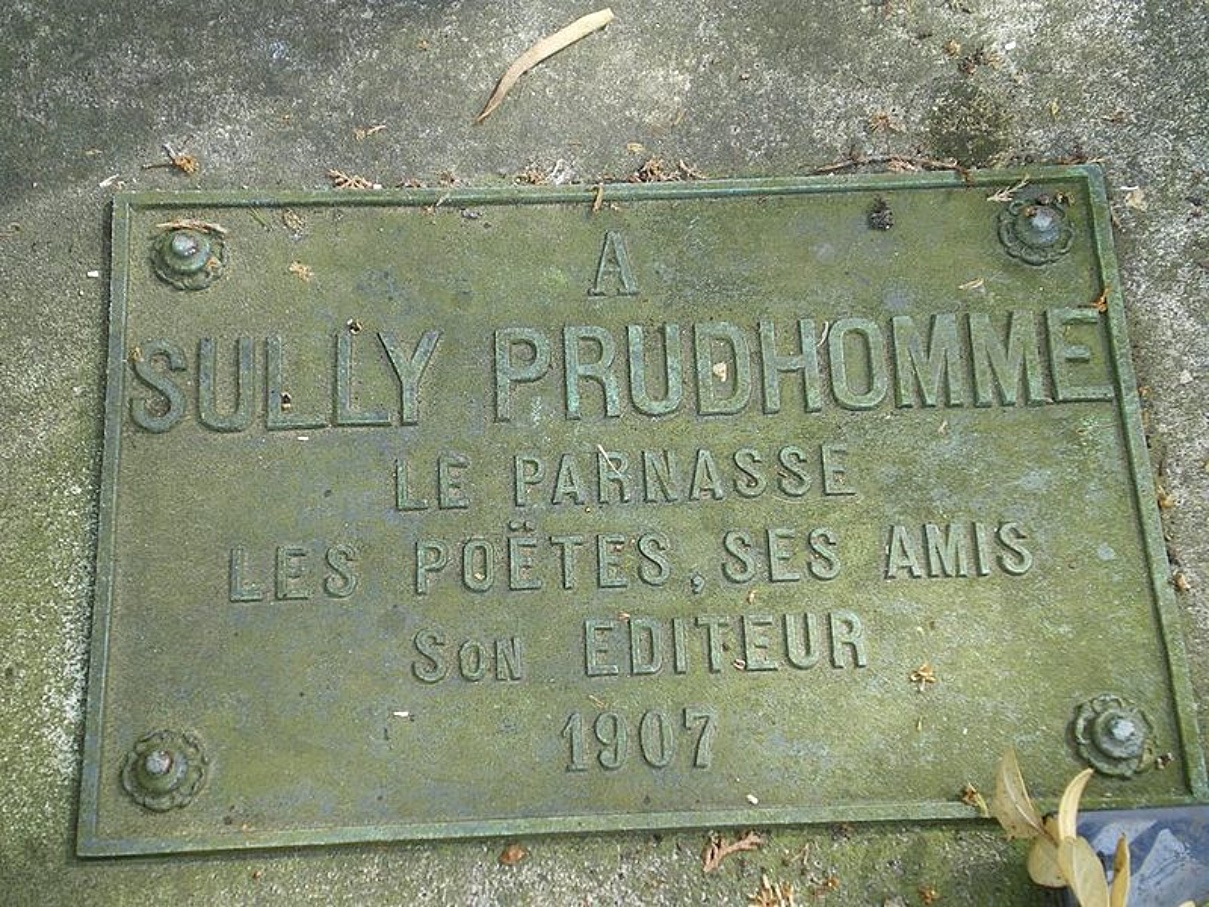
Grób na Père-Lachaise

Ostatnie lata życia Sully Prudhomme spędził w swojej willi w Châtenay-Malabry, walcząc z postępującym niedowładem i tłumiąc morfiną coraz silniejsze ataki bólu. Zmarł 6 września 1907 roku. Został pochowany na cmentarzu Père-Lachaise. Swoim spadkobiercą ustanowił kuzyna, malarza i plakacistę, Henry’ego Gerbault. Po śmierci poety opublikowano, złożony z pięciu części, tom Épaves (1908), w którym raz jeszcze pojawiły się wszystkie główne motywy jego twórczości: fascynacja kulturą antyczną (La Vénus de Milo – Wenus z Milo, La jacinthe – Hiacynt, À la Grèce – Do Grecji), uwielbienie dla nauki i filozofii (Descartes, Science et charité – Nauka i miłosierdzie, Après la lecture de Kant – Po lekturze Kanta) i melancholia przemijania (Amour d'enfance – Dziecięca miłość, Sereine vengeance – Pogodna zemsta, Deuil de cœur – Żałoba serca). Także w tym tomie zamieszczono sonety, których bohaterami byli podziwiani twórcy: Alfred de Vigny, Théodore de Banville i André Chénier. Pośmiertnie ukazał się również prowadzony w latach 1862–1869 Journal intime (Dziennik intymny).
Sława Sully’ego Prudhomme’a przeminęła szybko. W okresie symbolizmu uważano go za poetę nieudolnego. We współczesnych kompendiach literackich bywa często zaledwie wzmiankowany, a niektórzy antologiści opatrują jego twórczość ironicznymi komentarzami. Mimo to krytykom zdarza się także podkreślać prawdę psychologiczną jego utworów i typową dla nich precyzję formalną. Marcel Pagnol w swojej sztuce César (Cezar, 1936), zaliczanej do La trilogie marseillaise (Trylogia marsylska), przytoczył fragment wiersza Le dernier adieu (Ostatnie pożegnanie), poprzedzając cytat stwierdzeniem jednej z postaci: „To wielki pisarz, wielki poeta, którego chwilowo uważa się za głupka”. Również Eugène Ionesco wspomniał nazwisko poety i ostatni wers Stłuczonego wazonu w serii absurdalnych kalamburów kończących Łysą śpiewaczkę. Poezje zebrane Sully’ego Prudhomme’a opublikowano w 6 tomach (1877-1908), dzieła prozą w 3 tomach (1898-1908). Pierwszy znaczek z jego podobizną ukazał się we Francji w roku 2007.

## Pieśni

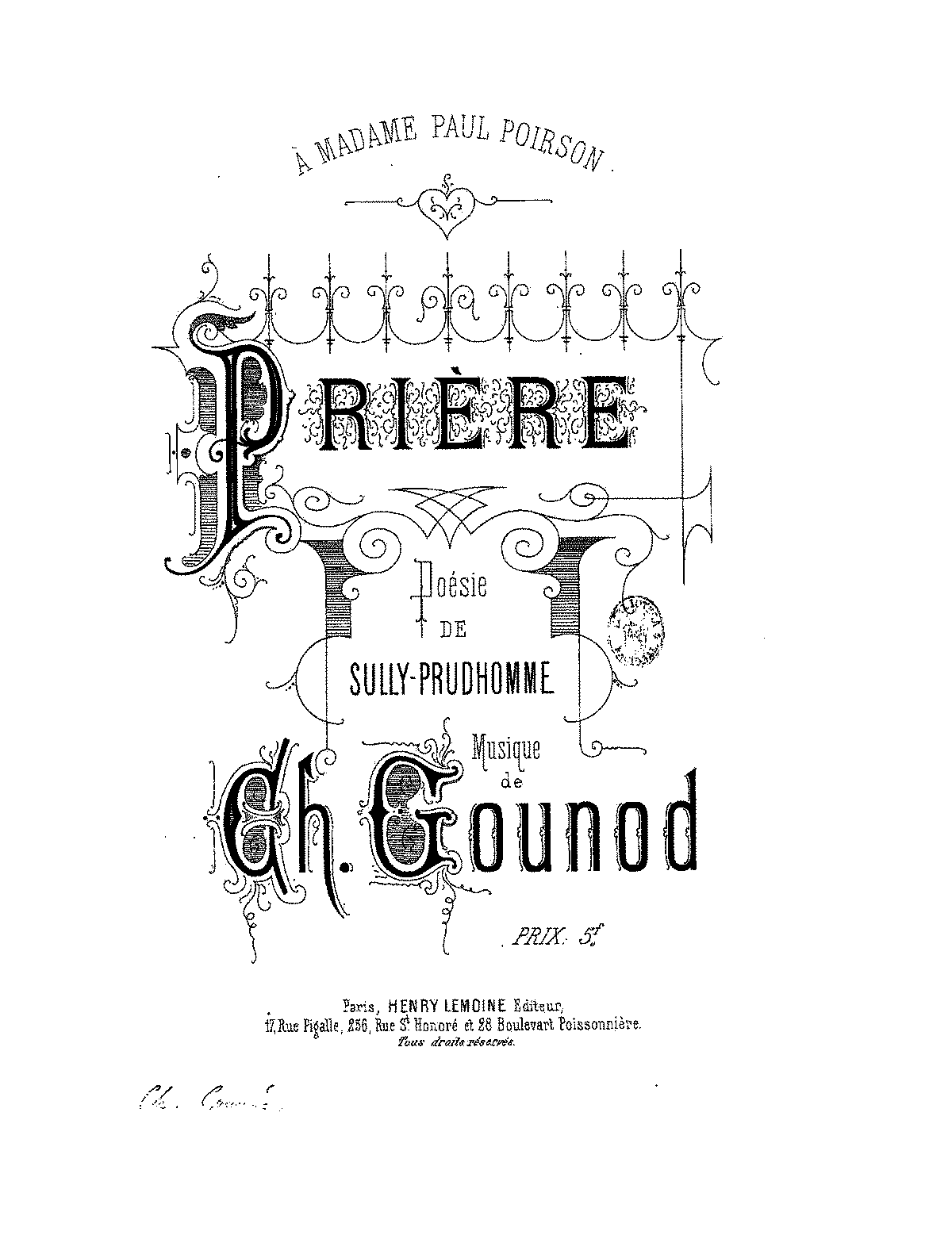
Pieśń Charles’a Gounoda Prière, 1876

Melodyjna poezja Sully’ego Prudhomme’a, zwłaszcza z wczesnego okresu twórczości, stała się inspiracją dla wielu kompozytorów. Do jego wierszy muzykę napisali między innymi: 
- Gaetano Braga – Le vase brisé
- Cécile Chaminade – L'idéal
- Cezar Cui – Ici-bas op. 54 nr 5
- Henri Duparc – Le galop, Soupir
- Victor Alphonse Duvernoy – Soupir, op. 7 nr 5
- George Enescu – Le galop, Soupir op. 4
- Gabriel Fauré – Au bord de l’eau op. 8 nr 1, Ici-bas op. 8 nr 3, Les berceaux op. 23 nr 1, Le vase brisé FWV 84
- César Franck – Le vase brisé
- Charles Gounod – Prière
- Clémence de Grandval – Six poésies de Sully Prudhomme, Noël !
- Reynaldo Hahn – Sur l’eau
- Paul Hillemacher – Ici-bas, Soupir
- Jenő Hubay – Öt dal op. 17 nr 2-5
- Charles Koechlin – Déclin d’amour op. 13 nr 1
- Émile Pessard – Les yeux
- Ottorino Respighi – Soupir op. 89 nr 6
- Louis Vierne – Stances d’amour et de rêve, op. 29
- Charles-Marie Widor – Soupir, op. 37 nr 3, Le vase brisé, op. 43 nr 2

## Dzieła

### Zbiory wierszy i poematy
- Stances et poèmes, 1865 (Stance i wiersze)
- Les épreuves, 1866 (Próby)
- Croquis italiens, 1868 (Szkice włoskie)
- Les solitudes, 1869 (Samotności)
- Les écuries d'Augias, 1870 (Stajnie Augiasza)
- Les destins, 1872 (Losy)
- Impressions de la guerre, 1872 (Impresje wojenne)
- La révolte des fleurs, 1872 (Bunt kwiatów)
- La France, 1874 (Francja)
- Les vaines tendresses, 1875 (Daremne czułości)
- Le Zénith, 1876 (Zenit)
- La justice, 1878 (Sprawiedliwość)
- Le prisme, 1886 (Pryzmat)
- Le bonheur, 1888 (Szczęście)
- Épaves, 1908 (Szczątki)

W Polsce nie ukazał się wybór dzieł Sully’ego Prudhomme’a. Jego wiersze tłumaczyli między innymi: Jadwiga Dackiewicz, Seweryna Duchińska, Gabriel Karski, Maria Konopnicka, Antoni Lange, Bronisława Ostrowska, Zenon Przesmycki i Maria Szembekowa. Niektóre teksty zamieszczono w antologiach i monografiach:
- Laurowo i jasno – antologia wierszy laureatów Literackiej Nagrody Nobla, Wydawnictwo Bohdana Wrocławskiego, Warszawa 1994, ISBN 83-85996-11-7.
- Poeci nobliści 1901-1993, Anagram, Warszawa 1994, ISBN 83-86086-08-4.
- Francuska poezja miłosna, ABC Future, Warszawa 1997, ISBN 83-86788-25-9.
- Antologia poezji francuskiej, red. Jerzy Lisowski, Czytelnik, Warszawa 2006, t. 3, ISBN 83-07-03079-X.
- Piotr Wągiel, Literackie Nagrody Nobla. Sully Prudhomme 1901, Nuit Magique, Warszawa 2012.

### Artykuły i eseje
- La tour Eiffel, 1889 (Wieża Eiffla)
- Les autographes de « la nature », 1890 (Autografy „natury”)
- Sur l’origine de la vie terrestre, 1893 (O pochodzeniu życia na Ziemi)
- Que sais-je ?, 1896 (Cóż wiem ja?)
- Testament poétique, 1901 (Testament poetycki)
- La vraie religion selon Pascal, 1905 (Prawdziwa religia według Pascala)
- La psychologie du libre-arbitre, 1906 (Psychologia wolnego wyboru)
- Le lien social, 1909 (Więź społeczna)